# Губервил
Губервил (фр. Gouberville) насеље је и општина у северној Француској у региону Доња Нормандија, у департману Манш која припада префектури Шербур-Октевил.
По подацима из 2011. године у општини је живело 115 становника, а густина насељености је износила 41,22 становника/km². Општина се простире на површини од 2,79 km². Налази се на средњој надморској висини од 16 метара.

## Демографија
| 1962. | 1968. | 1975. | 1982. | 1990. | 1999. | 2011. |
| ----- | ----- | ----- | ----- | ----- | ----- | ----- |
| 140   | 158   | 172   | 158   | 139   | 137   | 115   |

График промене броја становника у току последњих година